# Rumes
Rumes este o comună francofonă din regiunea Valonia din Belgia. La 1 ianuarie 2008 avea o populație totală de 5.066 locuitori. 

## Geografie
Comuna actuală Rumes a fost formată în urma unei reorganizări teritoriale în anul 1977, prin înglobarea într-o singură entitate a trei comune învecinate. Suprafața totală a comunei este de 23,72 km². Comuna este subdivizată în secțiuni, ce corespund aproximativ cu fostele comune de dinainte de 1977. Acestea sunt:
| - I. Rumes - II. La Glanerie - III. Taintignies |

Localitățile limitrofe sunt:
| În Belgia: | În Franța:              |
| - Comuna Tournai: - a. Esplechin - b. Froidmont - c. Willemeau - d. Ere - Comuna Brunehaut: - e. Guignies - f. Howardries | - g. Mouchin - h. Bachy |